# 清境農場

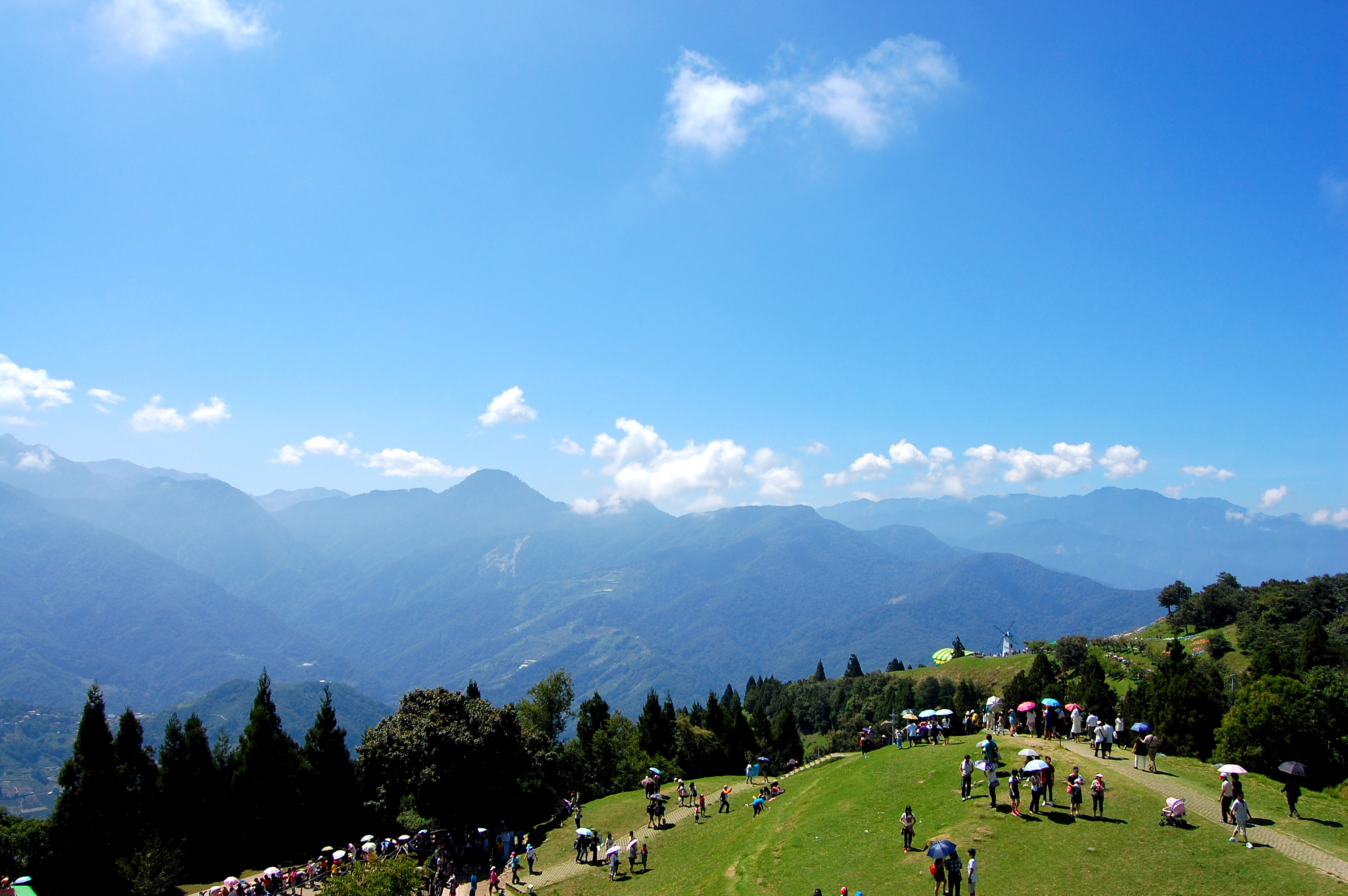
青青草原

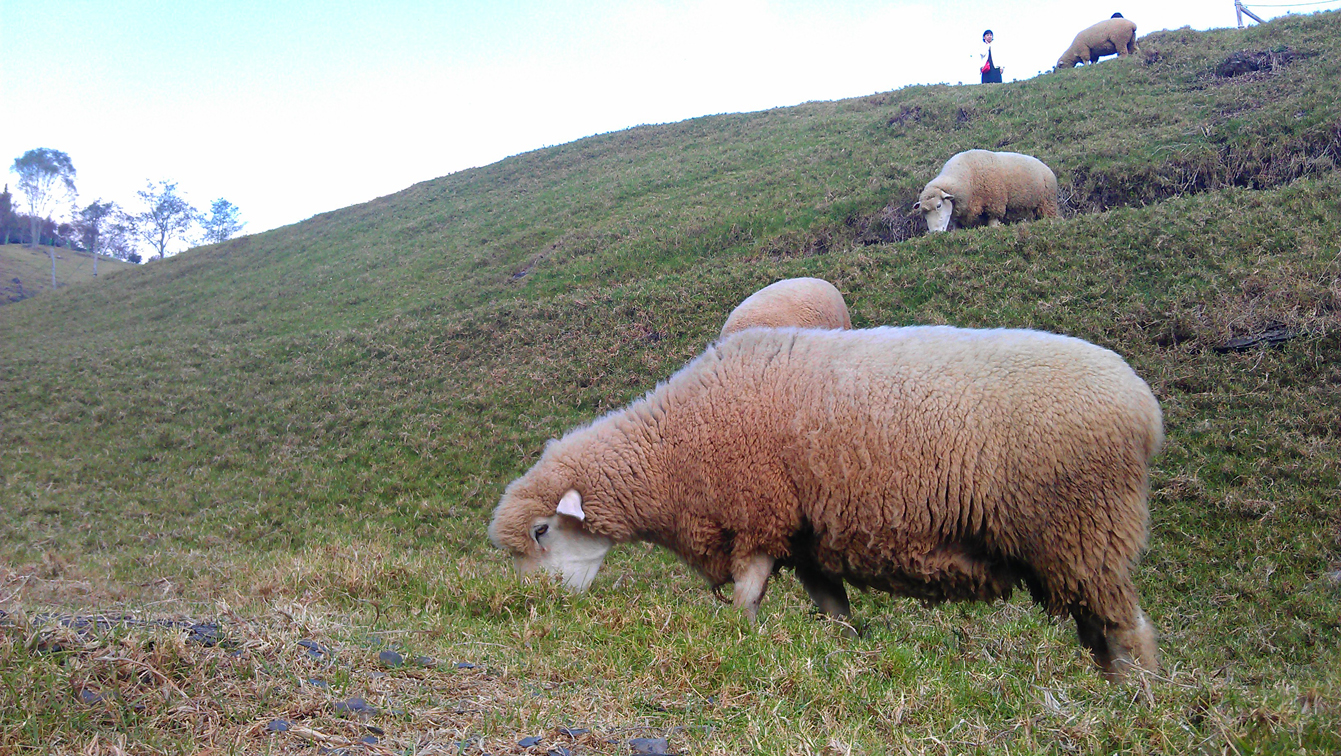
青青草原的綿羊

清境農場位於台灣南投縣仁愛鄉，海拔約1,700至2,000公尺，為中華民國國軍退除役官兵輔導委員會所經營之公有事業。與武陵農場、福壽山農場合稱為台灣三大高山農場，有「台灣阿爾卑斯山」之稱。面積約有760公頃，地區飲食文化以滇緬料理聞名。

## 歷史

### 日治時期
清境農場址原為賽德克族的「羅多夫社」（Drodux，意為公雞狀的山頭，為霧社事件抗日六社之一）放養牛隻的牧場，台灣日治時期以日語譯為「朗土府」（Rotofu），日人徵收並設立「見晴農場」（Miharasi）或「霧社牧場」，但仍提供原擁有的部落認養在此放牧的牛。

### 成立原由

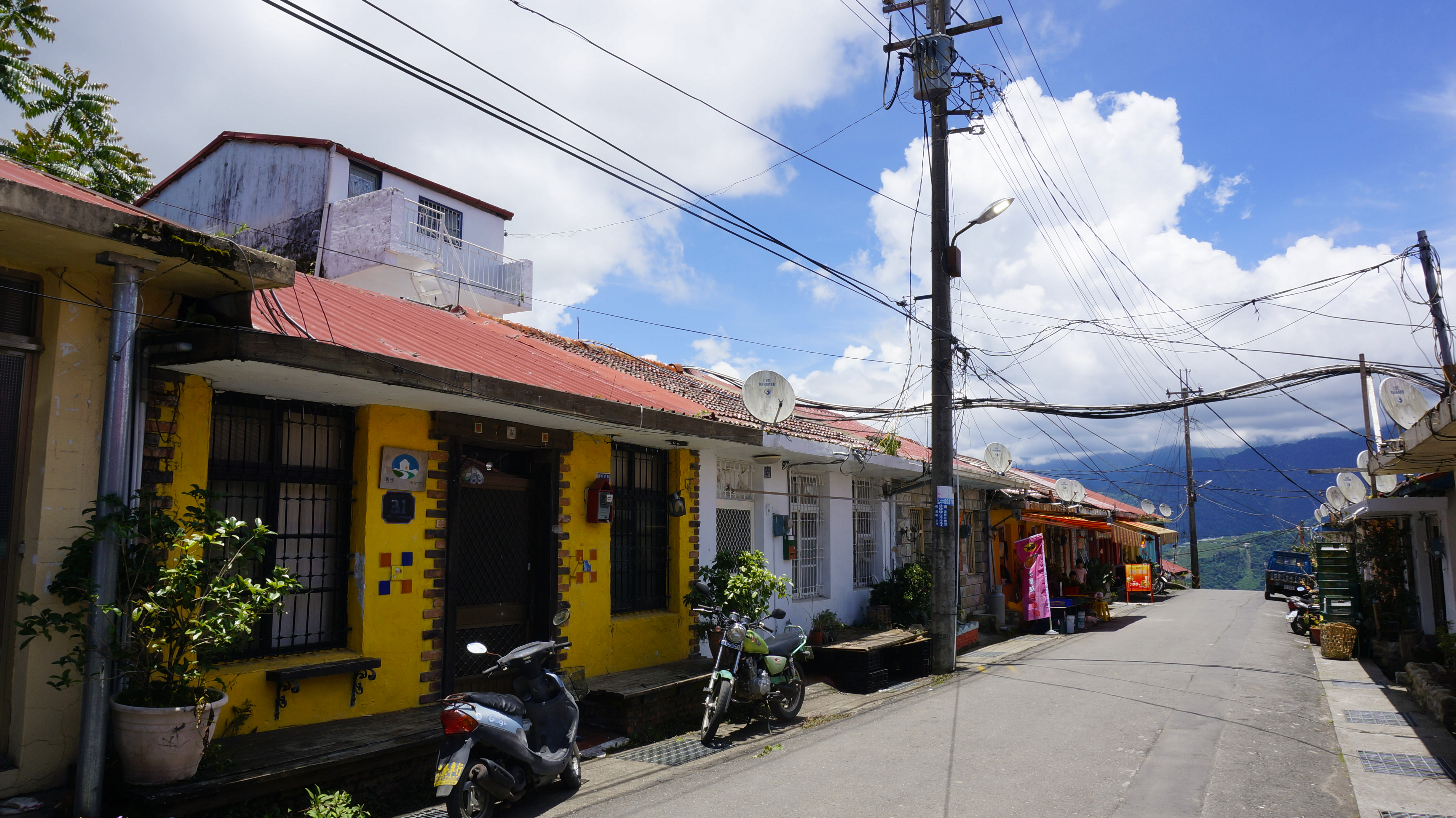
博望新村

榮民闢建中橫公路霧社支線後，1959年退輔會請程兆熊教授到當地勘查，其認為此地可發展溫帶果樹事業，隔年7月台灣省政府同意將原屬南投縣政府的霧社牧場讓購於退輔會。退輔會購買後，1961年2月正式成立「台灣見晴榮民農場」，4月退輔會先安置12位榮民，後來又奉命安置滇緬地區撤台的反共救國軍（簡稱義民）與其眷屬。在見晴榮民農場附近提供就業與居住地，就業方面就是種植溫帶水果，居住地則是場部（管理農場的行政單位）在農場內興建眷舍，於是農場區域內先興建博望新村與壽亭新村，後來因為人口增加，再成立定遠新村來安置義民。榮民最早則昃成立仁、義、禮、智、信、忠、孝等七個榮民農莊，但後來逐漸合併成為村落形勢，所以後來榮民主要分佈在榮光新村、忠孝新村與仁愛新村。
1967年，退輔會主委蔣經國到農場視察，認為此地「清新空氣任君取，境地優雅是仙居」，退輔會便更名為「清境農場」，場本部地名則稱為「幼獅」（Youth，英文「青年」之音譯，為蔣經國所命名，意指期勉現代中國青年之英姿勃發如同獅子），海拔1748公尺，現今地名已統稱為「清境」。

### 轉型
原本退輔會希望清境農場可以自給自足，沒想到卻連連虧損，場方為增加收入，還成立「特產果樹專業區」、「溫帶牲畜發展之基地」，仍然無法改善虧損。直到1985年「清境國民賓館」完工開始營業，國民賓館的住宿收入遠大於農業收入。因此清境農場逐漸從單純的農場，發展成觀光農場。清境農場開始開發新景點，「青青草原」就是在當時開放為觀光牧場，1990年農場開始收費，清境農場逐漸成為台灣熱門的觀光景點。1999年，九二一地震，中橫台8線中斷，台14甲線成為重要道路，加上2001年底，民宿管理辦法公布，開放申請。十年之間，沿著台14甲，出現了一百多家民宿。為了不再有新違章建築產生，南投縣府在2012年5月，公告停發建築執照，直到2018年才有條件開放。

## 歷任場長
| 任別 | 姓名   | 就職時間   | 卸任時間   |
| ---- | ------ | ---------- | ---------- |
| 1    | 楊武   | 1961年2月  | 1969年10月 |
| 2    | 韓哲民 | 1969年10月 | 1971年3月  |
| 3    | 汪起敬 | 1971年3月  | 1978年4月  |
| 4    | 海宇春 | 1976年8月  | 1978年3月  |
| 5    | 呂錫玲 | 1978年4月  | 1984年11月 |
| 6    | 王道洪 | 1984年11月 | 1989年12月 |
| 7    | 周慶來 | 1989年12月 | 1993年8月  |
| 8    | 趙國相 | 1993年8月  | 1995年7月  |
| 9    | 李日剛 | 1995年7月  | 1997年8月  |
| 10   | 單福光 | 1997年9月  | 2002年1月  |
| 11   | 王崇林 | 2002年1月  | 2006年2月  |
| 12   | 王有義 | 2006年2月  | 2010年7月  |
| 13   | 劉遠忠 | 2010年7月  | 2013年1月  |
| 14   | 王昭舉 | 2013年1月  | 2016年1月  |
| 15   | 簡世峰 | 2016年1月  | 2018年1月  |
| 16   | 董玉文 | 2018年1月  | 2021年9月  |
| 17   | 彭松鶴 | 2021年9月  | 2022年8月  |
| 18   | 林中行 | 2022年8月  | 2024年9月  |
| 19   | 董紹明 | 2024年9月  | 2025年4月  |
| 20   | 王仁助 | 2025年4月  | 至今       |

## 自然與人文特色
清境農場緊臨中橫霧社支線（台14甲線），是近年來在台灣迅速崛起的知名觀光景點。農場周圍可見層疊起伏的高山（合歡山、奇萊山、能高山），因為地處賞雪聖地合歡山的必經道路上，所以冬季上山賞雪人潮絡繹不絕。
此外，清境農場還有一望無垠的青綠色大草原（青青草原），悠閒散步在草原的綿羊為遊客照相的主角，1997年開辦的剪羊毛秀更是吸引眾人的目光，因為具有高山與草原等特色，產生濃厚的歐洲風味，當地民宿多以歐式風格興建，風格迥異且各俱特色的民宿，反而成為清境農場之特色之一。但實際上，各個旅館民宿林立，風格迥然不搭，更與周遭的茶園茶莊格格不入，同時過度的開發與觀光人潮、車潮，也造成了當地的環境汙染、噪音問題。靜謐山林成為都市人到郊區享樂的場所。
清境地區除了有優美的高山景觀外，還有當年由滇緬地區撤退來台的反共救國軍與榮民在此發展，因此擺夷料理亦成為當地特色之一。在清境的旅客服務中心廣場，設有全亞洲最高(2000公尺)的星巴克咖啡、連鎖便利商店、麵包坊、景觀餐廳等，別具特色。由於當地山區有台灣原住民賽德克族居住，在此採買一些具有民族風味的裝飾品也別也風味。

### 奔羊節
從觀山牧區趕著約百隻羊群、穿過台14甲線到國民賓館，全程約2公里。

## 外部連結
- 清境農場官方網站 （页面存档备份，存于）（繁體中文）（英文）（日語）（印尼文）（泰文）（马来文）
- 清境農場的Facebook專頁
- 清境農場 交通部觀光局 （页面存档备份，存于）
- 清境農場 - 南投旅遊網 （页面存档备份，存于）